# Arrondi monétaire
Pour les articles homonymes, voir Arrondi.
| brut | 223.20              | 324.88                        | 65.40               |
| net  | 223.00              | 324.88                        | 65.50               |
|      | arrondi à la baisse | non arrondi (carte de crédit) | arrondi à la hausse |

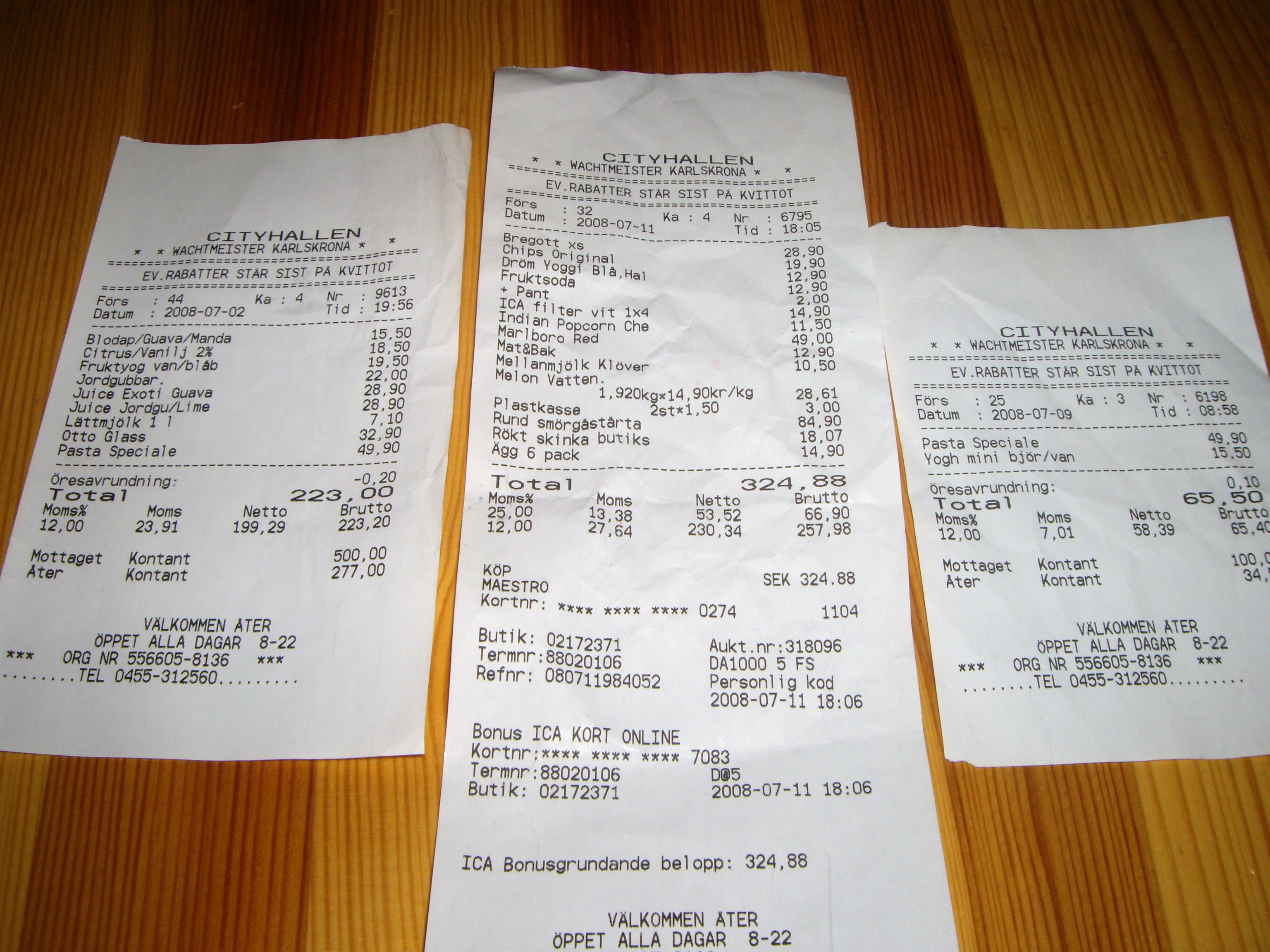
Factures suédoises illustrant l'arrondi 0:50 utilisé entre 1992 et 2010.

L'arrondi monétaire, or arrondi suédois (Nouvelle-Zélande,) s'applique lorsque l'unité la plus petite d'une facture est inférieure à la plus petite dénomination de sa devise. Le montant payé en espèces est arrondi au multiple le plus proche actuellement en circulation. Néanmoins, l'arrondi n'est pas effectué lorsque le paiement est réalisé avec une autre méthode (transfert électronique comme par carte de crédit ou virement, par chèque...). L'arrondi peut être obligatoire si des dénominations n'ont plus cours légal ou être une pratique volontaire si elles se font rares ou inutilisées.

## Pratique
L'arrondi est appliqué au montant total de la facture, et non pas individuellement à chaque article. Généralement, le montant total est arrondi au multiple le plus proche de la plus petite dénomination. L'arrondi peut être supérieur ou inférieur au montant non arrondi. Lorsque le montant non arrondi est situé également entre deux multiples, les pratiques varient : le commerçant peut par exemple encourager l'arrondi inférieur, bénéficiant à l'acheteur.
L'implantation d'une politique d'arrondissement de facture est typiquement accompagnée d'une campagne publicitaire pour informer tant les clients que les commerçants.